# Dalia Contreras
Dalia María Contreras Rivero (Cabudare, 20 de setembro de 1983) é uma taekwondista venezuelana.
Dalia Contreras competiu nos Jogos Olímpicos de 2004 e 2008, na qual conquistou a medalha de bronze, em 2008.